# Xerraire de flancs grisos
El xerraire de flancs grisos (Pterorhinus caerulatus) és un ocell de la família dels leiotríquids (Leiothrichidae).

## Hàbitat i distribució
Habita boscos, matoll de bambú als Himàlaies, a Meghalaya i Assam, al nord-est de l'Índia, Myanmar i Yunnan, al sud-oest de la Xina.